# UIC-landencode
De UIC-landencode is een tweecijferige code bedoeld om het land van herkomst van rollend materieel te kunnen achterhalen. 
Ze vormen het 3de en 4de cijfer van de UIC-code en staan gedefinieerd in UIC leaflet 920-14.
Tot 2005 werd de UIC-eigendomscode gebruikt, die de eigenaar van het materieel aangaf. 
De code die destijds voor de staatsspoorwegmaatschappij stond wordt nu in de regel gebruikt om het land aan te geven. 
Om er voor te zorgen dat toch de eigenaar achterhaald kan worden volgt achter (in sommige gevallen voor) de UIC-code een lettercode. 
Deze lettercode bestaat uit de afkorting van het land, gevolgd door de afkorting van de eigenaar, gescheiden door een "-".
Oorspronkelijk was het de bedoeling om het tweede cijfer nooit hoger te laten zijn dat het eerste, om het omdraaien van nummers te voorkomen. 
Met het uiteenvallen van de Sovjet-Unie en Joegoslavië was dit door een tekort aan nummers niet meer mogelijk. 
| Kengetal | Afkorting | Land                  |
| -------- | --------- | --------------------- |
| 10       | FIN       | Finland               |
| 20       | RUS       | Rusland               |
| 21       | BLR       | Wit-Rusland           |
| 22       | UA        | Oekraïne              |
| 23       | MD        | Moldavië              |
| 24       | LT        | Litouwen              |
| 25       | LV        | Letland               |
| 26       | EST       | Estland               |
| 27       | KZ        | Kazachstan            |
| 28       | GE        | Georgië               |
| 29       | UZ        | Oezbekistan           |
| 30       | PRK       | Noord-Korea           |
| 31       | MGL       | Mongolië              |
| 32       | VN        | Vietnam               |
| 33       | RC        | China                 |
| 40       | C         | Cuba                  |
| 41       | AL        | Albanië               |
| 42       | J         | Japan                 |
| 49       | BIH       | Bosnië en Herzegovina |
| 51       | PL        | Polen                 |
| 52       | BG        | Bulgarije             |
| 53       | RO        | Roemenië              |
| 54       | CZ        | Tsjechië              |
| 55       | H         | Hongarije             |
| 56       | SK        | Slowakije             |
| 57       | AZE       | Azerbeidzjan          |
| 58       | ARM       | Armenië               |
| 59       | KS        | Kirgizië              |
| 60       | IRL       | Ierland               |
| 61       | ROK       | Zuid-Korea            |
| 62       | CG (MNE)  | Montenegro            |
| 65       | MK        | Noord-Macedonië       |
| 66       | TJ        | Tadzjikistan          |
| 67       | TM        | Turkmenistan          |
| 68       | AF        | Afghanistan           |
| 70       | GB        | Verenigd Koninkrijk   |
| 71       | E         | Spanje                |
| 72       | SRB       | Servië                |
| 73       | GR        | Griekenland           |
| 74       | S         | Zweden                |
| 75       | TR        | Turkije               |
| 76       | N         | Noorwegen             |
| 78       | HR        | Kroatië               |
| 79       | SLO       | Slovenië              |
| 80       | D         | Duitsland             |
| 81       | A         | Oostenrijk            |
| 82       | L         | Luxemburg             |
| 83       | I         | Italië                |
| 84       | NL        | Nederland             |
| 85       | CH        | Zwitserland           |
| 86       | DK        | Denemarken            |
| 87       | F         | Frankrijk             |
| 88       | B         | België                |
| 90       | ET        | Egypte                |
| 91       | TN        | Tunesië               |
| 92       | DZ        | Algerije              |
| 93       | MA        | Marokko               |
| 94       | P         | Portugal              |
| 95       | IL        | Israël                |
| 96       | IR        | Iran                  |
| 97       | SYR       | Syrië                 |
| 98       | RL        | Libanon               |
| 99       | IRQ       | Irak                  |